# Northrop Grumman X-47B

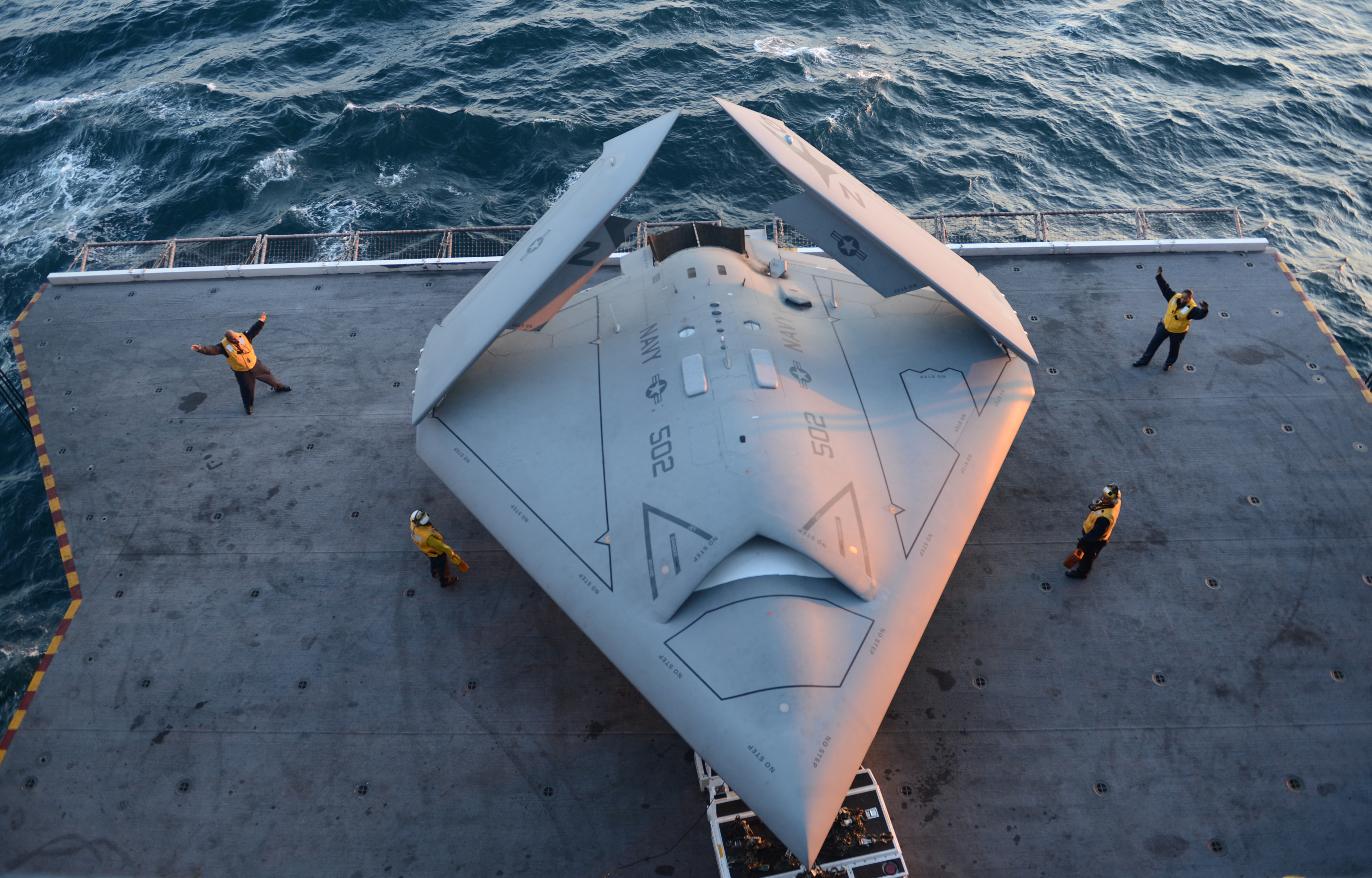
X-47B на палубе авианосца USS George H.W. Bush (CVN-77) во время закрепления на грузовом лифте, май 2013

X-47B— многоцелевой ударный БПЛА производства компании Northrop Grumman, второе поколение серии X-47. 
Беспилотник способен совершать взлёт и посадку, а также выполнять некоторые задачи без вмешательства оператора, используя возможности бортового компьютера.
Разработка X-47 начиналась как проект управления перспективных исследований Министерства обороны США J-UCAS, а сейчас представляет собой часть программы UCAS-D военно-морского флота США. Эта программа направлена на создание беспилотного самолета, способного взлетать с авианосца.

## История
В ходе испытательного полёта 2 июля 2011 года истребитель F/A-18 Hornet приземлился на палубу авианосца «Дуайт Д. Эйзенхауэр» в полностью автоматическом режиме с использованием программного обеспечения управления полётом, предназначенного для БПЛА X-47B.
14 мая 2013 года X-47B впервые совершил взлёт с палубы авианосца «Джордж Буш».
10 июля 2013 года X-47B впервые совершил посадку на палубу авианосца «Джордж Буш»; 9 ноября совершил успешную посадку на палубу авианосца «Теодор Рузвельт».
17 августа 2014 года Военно-морскими силами США на своём канале в YouTube было обнародовано видео взлёта и посадки на палубу авианосца «Теодор Рузвельт», а также автоматическое складывание консолей крыльев X-47B на палубе после полёта. 
Взлёт беспилотника происходит в режиме стандартной очереди сразу вслед за взлётом с палубы истребителя F/A-18s.
В феврале 2015 года Военно-морской флот США объявил о начале конкурса на строительство флота UCLASS в 2016 году, с ожидаемым вводом самолетов в эксплуатацию в начале 2020-х годов. Несмотря на успешные испытательные полеты X-47B, должностные лица опасались, что он будет слишком дорогим и недостаточно малозаметным для нужд проекта UCLASS.
В апреле 2015 года X-47B произвёл первую в истории процедуру дозаправки в воздухе полностью в автоматическом режиме. Демонстрация дозаправки в воздухе, скорее всего, является завершающим испытанием программы X-47B. Несмотря на то, что выполнение программы UCLASS будет продвигаться и дальше, программа X-47B сворачивается из-за дороговизны. Оба экземпляра беспилотника станут музейными экспонатами (либо отправятся на хранение в Aerospace Maintenance and Regeneration Group (AMARG) на авиабазе ВВС США «Девис-Монтен», Аризона), несмотря на то, что они ещё не выработали и 20 % своего лётного ресурса. Тем не менее оборудование обоих аппаратов не будет демонтировано, и их всегда можно будет вернуть в строй и привлечь к участию в новых испытаниях.
В июне 2015 года министр военно-морских сил США Рей Мабус заявил, что программа X-47B должна продолжаться, но при этом Northrop Grumman не должна получать несправедливого преимущества в конкурсе на контракт UCLASS. В июле 2015 года флот заявил, что X-47B останутся в летном состоянии, а не будут переоборудованы в музейные экспонаты, что позволит проводить различные последующие оценки.
В январе 2017 года первый X-47B покинул авиабазу Патуксент-Ривер в Мэриленде и отправился на производственный завод Northrop Grumman в Палмдейле, Калифорния. В августе 2017 года Aviation Week опубликовал фотографии модифицированного X-47B, используемого в качестве испытательного стенда для совместного проекта MQ-25 компании Northrop Grumman и Boeing. 25 октября 2017 года компания объявила о выходе из конкурса MQ-25, заявив, что не сможет работать на условиях запроса предложений от флота. Планировалась демонстрация модифицированной системы обработки палуб, но работы были приостановлены. Один X-47B выполнил необходимый технический осмотр с запуском двигателя весной 2019 года. Другой остался на хранении в ангаре. Более старый летательный аппарат X-47A Pegasus также хранится в крытом ангаре под открытым небом в Палмдейле. Общественность не имеет доступа на объект в Палмдейле.

## Тактико-технические характеристики
Общие характеристики:
- Экипаж: нет
- Длина: 11,64 м
- Размах: 18,92 м
- Высота: 3,16 м
- Масса пустого самолета: 6350 кг

План-схема Northrop Grumman X-47B

- Максимальная взлетная масса: 20 215 кг
- Масса полезной нагрузки: 2000 кг
- Двигатель: 1× Pratt & Whitney F100-220 турбореактивный
- Тяга: 8074 кг (79,1 кН)

Характеристики:
- Максимальная скорость: «высокая дозвуковая» (990 км/ч)
- Крейсерская скорость: 0,45 Маха (535 км/ч)
- Дальность: 3900 км
- Практический потолок высоты полета: 12 км

 Вооружение:
- 2 x JDAM (905 кг каждая);

 Авионика:
- Датчики: EO/IR/SAR/GMTI/ESM/IO